# Ниркові качки
Ниркові качки (Aythyinae) — підродина водних птахів родини качкових (Anatidae), яка охоплює 17 видів, що мешкають по всьому світі.

## Опис
Ці птахи вирізняються наступними особливостями:
- довжина тіла — 40-55 см;
- вага — 500—1300 г;
- оперення: біле, сіре, чорне або коричневе;
- виражений статевий і сезонний диморфізм;
- живуть як у прісній воді, так і в морі;
- живлення складається з рослин з невеликою кількістю тварин;
- гніздяться на землі, поряд з водою, у водних рослинах;
- відкладають від 5 до 19 яєць;
- тільки самиця піклується про пташенят.

## Класифікація
- Підродина Aythyinae
  - Рід Вузькодзьоба чирянка (Marmaronetta)
    - Чирянка вузькодзьоба (Marmaronetta angustirostris)

  - Рід Червонодзьоба чернь (Netta) 
    - Чернь червонодзьоба (Netta rufina)
    - Чернь червоноока (Netta erythrophthalma)
    - Чернь аргентинська (Netta peposaca)

  - Рід Чернь (Aythya)
    - Попелюх довгодзьобий (Aythya valisineria)
    - Попелюх (Aythya ferina)
    - Попелюх американський (Aythya americana)
    - Чернь канадська (Aythya collaris)
    - Чернь австралійська (Aythya australis)
    - Чернь зеленоголова (Aythya baeri)
    - Чернь білоока (Aythya nyroca)
    - Попелюх мадагаскарський (Aythya innotata)
    - Aythya cf. innotata — вимер (бл. 1690 р.)
    - Чернь новозеландська (Aythya novaeseelandiae)
    - Чернь чубата (Aythya fuligula)
    - Чернь морська (Aythya marila)
    - Чернь американська (Aythya affinis)